# Jacques d’Adelswärd-Fersen

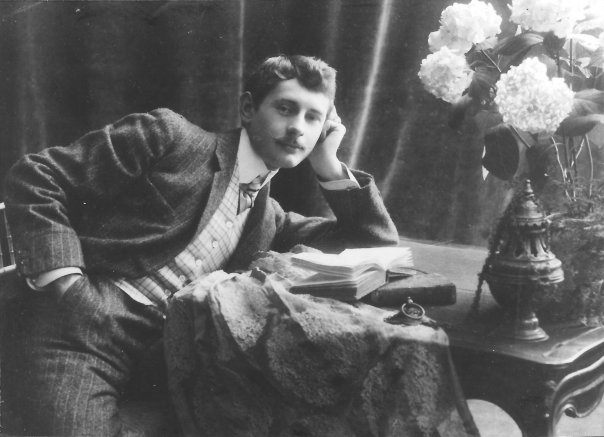
Jacques d’Adelswärd-Fersen im Jahr 1905

Baron Jacques d’Adelswärd-Fersen (* 20. Februar 1880 in Paris; † 5. November 1923 auf Capri) war ein französischer Aristokrat, Autor und Dichter. Nachdem ein Skandal wegen päderastischer Beziehungen zu Pariser Schuljungen ihn zu einer persona non grata in den Salons der Stadt gemacht und seine Heiratspläne vereitelt hatte, ließ er sich im Jahr 1903 auf Capri nieder und lebte dort mit seinem langjährigen Freund, Nino Cesarini, bis er 1923 sein Leben mit einer Überdosis Kokain beendete.

## Frühe Lebensjahre
Geboren als Jacques d’Adelswärd, war er väterlicherseits mit dem schwedischen Grafen Axel von Fersen verwandt, der eine Liebesbeziehung mit Marie-Antoinette unterhalten hatte. Aus Bewunderung für diesen entfernten Verwandten nahm  d’Adelswärd den Namen Fersen an. Auf Capri entledigte er sich schließlich des Namens „d’Adelswärd“ und nannte sich fortan Graf Fersen.
Sein Großvater hatte eine Stahlfabrik in Longwy-Briey gegründet, die erhebliche Gewinne abwarf. Als d’Adelswärd-Fersen im Alter von 22 Jahren das Familienerbe antrat, wurde er in den höheren Gesellschaftskreisen zu einem vielfach umworbenen Mann. Zahlreiche Familien hofften, ihre Töchter mit ihm verheiraten und dadurch eine vielversprechende familiäre und finanzielle Allianz schmieden zu können.
D’Adelswärd-Fersen trat dem Militär bei und unternahm Reisen. Zudem veröffentlichte er erste Gedichte, die Chansons légères. Etwa zu dieser Zeit wurde er sich seiner homosexuellen Neigungen bewusst, die auch in seinen Gedichten durchscheinen. Doch war er nicht an Beziehungen zu erwachsenen Männern interessiert (was in Frankreich straffrei war), sondern zu 15 bis 17 Jahre alten Jugendlichen. Diese Vorliebe war verpönt und führte zu seiner gesellschaftlichen Ächtung.

## Prozess
Im Jahr 1903 wurden Anschuldigungen laut, dass d’Adelswärd-Fersen in seinem Haus Schwarze Messen abgehalten habe. Den Gerüchten zufolge wurden diese von Pariser Schuljungen besucht und schlossen sexuelle Handlungen zwischen dem Gastgeber und den jungen Männern ein. D’Adelswärd-Fersen wurde der „Verleitung von Minderjährigen zu Ausschweifungen“ angeklagt und schuldig gesprochen. Er saß eine sechsmonatige Freiheitsstrafe ab, musste 50 Francs Geldstrafe zahlen und verlor die Bürgerrechte für die Dauer von fünf Jahren. Nach heutigem Kenntnisstand scheinen die so genannten Messen hauptsächlich darin bestanden zu haben, dass Gedichte rezitiert und unter Beteiligung halbnackter Knaben mythologische Szenen in lebenden Bildern nachgestellt wurden. Bei einer Gelegenheit soll d’Adelswärd-Fersen einige der Knaben masturbiert haben.

## Umzug auf die Insel Capri

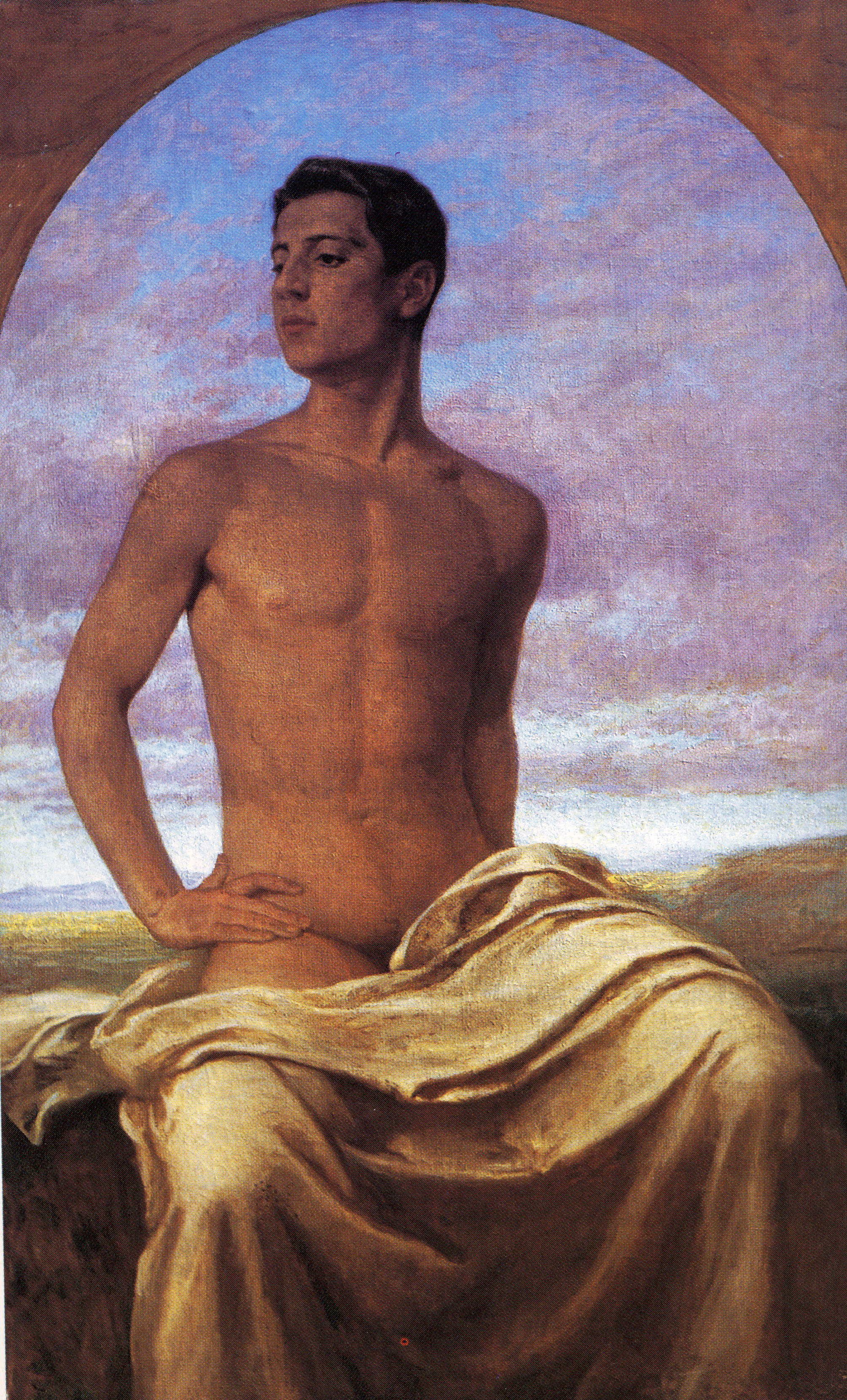
Nino Cesarini, Lebensgefährte d’Adelswärd-Fersens ab ca. 1904. Gemälde von Paul Hoecker (1904)

Nachdem seine Heiratspläne durch den Skandal hinfällig geworden waren, erinnerte sich d’Adelswärd-Fersen der Insel Capri, die er in seiner Jugend besucht hatte, und ließ dort ein Haus für sich bauen. Dafür kaufte er ein Stück Land auf der Kuppe eines Hügels im äußersten Nordosten der Insel nahe der Villa Jovis, die zwei Jahrtausende zuvor der römische Kaiser Tiberius errichtet hatte. Sein Haus, das er anfangs Gloriette nannte, wurde schließlich Villa Lysis getauft (später Villa Fersen genannt) unter Bezugnahme auf den platonischen Dialog Lysis, der von Freundschaft und homosexueller Liebe handelt. Als Architekt diente Edouard Chimot, der sie im Jugendstil entwarf. Im Keller befindet sich ein großer Rauchsalon, in dem d’Adelswärd-Fersen Opium konsumierte und sich schließlich das Leben nahm. Die lateinische Inschrift über dem Eingang lautet: Amori et dolori sacrum (Schrein der Liebe und des Kummers). Die Villa wurde später zu einem touristischen Anziehungspunkt auf der Insel Capri. Zur dauerhaften Erinnerung an d’Adelswärd-Fersen trug Roger Peyrefittes Roman L’Exilé de Capri von 1959 bei.

## Lord Lyllian
Lord Lyllian, veröffentlicht 1905, ist eines der wichtigsten literarischen Werke d’Adelswärd-Fersens, das den Skandal, der ihn aus Paris vertrieben hatte, aufs Korn nimmt, mit Anlehnungen an die Affaire, die Oscar Wilde einige Jahre zuvor ins Gefängnis brachte. Die Hauptfigur des Buches, Lord Lyllian, tritt eine Odyssee sexueller Abenteuer an, wird von einer Person verführt, die Wilde ähnelt, verliebt sich in Knaben und Mädchen und wird am Ende von einem Knaben getötet. Der öffentliche Aufschrei wegen der vermeintlichen Schwarzen Messen wird darin ebenfalls karikiert. Es handelt sich um eine gewagte Mischung aus Fakten und Fiktion, einschließlich der vier Charaktere, die als Alter Egos des Autors auftreten.

## Akadémos

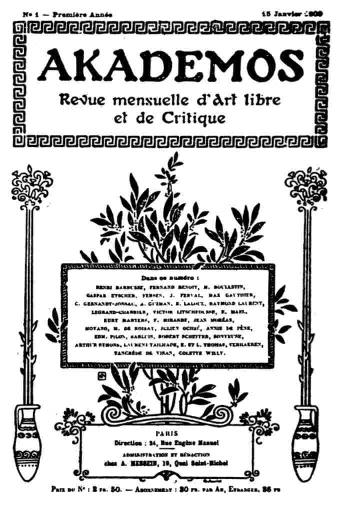
Titelblatt der Zeitschrift Akadémos

Akadémos. Revue Mensuelle d’Art Libre et de Critique war d’Adelswärd-Fersens kurzlebiger Versuch, eine Monatszeitschrift zur Förderung der päderastischen Liebe zu veröffentlichen. Als die erste Ausgabe im Jahr 1909 erschien, war es die erste Veröffentlichung dieser Art in französischer Sprache. Thematisch behandelte sie das gleiche Gebiet wie Der Eigene, der in Deutschland von 1896 bis 1931 von Adolf Brand herausgegeben wurde und deren Ziel es war, die soziale Akzeptanz der Homosexualität zu fördern. Der Eigene diente d’Adelswärd-Fersen als Vorbild.
Akadémos wurde nach einem Jahr (zwölf Ausgaben) eingestellt. Als Grund wird angenommen, dass dem Baron die Produktion der Zeitschrift zu teuer wurde. Auch andere Einflüsse wie der Druck der feindlich eingestellten Presse und des gesellschaftlichen Echos können nicht ausgeschlossen werden. Dennoch enthalten die gedruckten Ausgaben auch Essays bekannter Persönlichkeiten wie Achille Essebac, Claude Farrère, Jean Ferval und Anatole France.

## Sekundärliteratur

### Bücher
- Roger Peyrefitte: L’Exilé de Capri. 1959
- Alfred Jarry: La Chandelle verte. 1969
- Wolfram Setz (Hrsg.): Jacques d’Adelswärd-Fersen – Dandy und Poet. Bibliothek Rosa Winkel, 2006, ISBN 3-935596-38-3
- Stephen Wayne Foster: Adelswärd Fersen, Baron Jacques D. In: Encyclopedia of Homosexuality. Wayne R. Dynes (Hrsg.), Garland Publishing, 1990. S. 11 f.
- George Robb, Nancy Erber (Hrsg.): Disorder in the Court: Trials and Sexual Conflict at the Turn of the Century. New York University Press, New York 1999, ISBN 0-8147-7526-8
- Jana Revedin: Lysis. Wieser, Klagenfurt 2011, ISBN 978-3-85129-906-9

### Filme
- Capri – Musik die sich entfernt, oder: Die seltsame Reise des Cyrill K., 1983. — Fernsehfilm von Ferry Radax, hergestellt für den WDR, über d’Adelswärd-Fersen, Nino Cesarini und viele weitere Capri-Berühmtheiten der Geschichte